# Ламбарди, Карло
Ка́рло Франче́ско Ламба́рди, также известный как Ламбардо, или Ломбардо (итал. Carlo Lambardi or Lombardi; февраль 1545, Ареццо, Тоскана — 28 июня 1619, Рим) — итальянский архитектор периода позднего Возрождения и раннего барокко, работавший в основном в Риме.

## Биография
Карло Ламбарди родился в Ареццо, Тоскана. Он был занят на строительстве Палаццо Альдобрандини, оформлял фасад церкви Санта-Приска, строил виллу Джустиниани за пределами Порта-дель-Пополо. Написал книгу о разливах Тибра (Discorso sopra la causa dell’inondazione di Roma, 1601).
В сентябре 1588 года он переехал в Мантую ко двору герцогов Гонзага, взяв на себя роль префекта факторий Гонзага; проектировал новый мавзолей Гонзага в церкви Сан-Франческо. В конце того же года он покинул Мантую и вернулся в Рим.
В Риме Карло Ламбарди работал над виллой Джустиниани Массимо недалеко от базилики Сан-Джованни-ин-Латерано по заказу маркиза Винченцо Джустиниани. Именно ему принадлежит портал, который когда-то выходил на улицу Виа Мерулана, демонтированный в 1885 году с его первоначального места и вновь собранный в 1931 году в качестве входа на виллу Челимонтана слева от церкви Санта-Мария-ин-Домника. Между 1592 и 1601 годами Ламбарди строил Палаццо Мональдески, ранее Якобилли, затем Палаццо-ди-Спанья на Площади Испании в Риме.
Во время правления папы Павла V Павла V ему было поручено проектировать мраморный портик и фасад церкви Санта-Франческа-Романа на Римском форуме (1614—1615); эта работа была заказана монахами конгрегации оливетанцев из монастыря, примыкающего к церкви.